# Przestrzeń Frécheta (topologia)
Przestrzeń Frécheta (także przestrzeń Frécheta-Uryshona) – w topologii ogólnej, przestrzeń topologiczna {\displaystyle X} o tej własności, że dla każdego podzbioru {\displaystyle A\subseteq X,} punkt {\displaystyle x\in X} należy do domknięcia zbioru {\displaystyle A} wtedy i tylko wtedy, gdy jest granicą ciągu elementów zbioru {\displaystyle A,} tj. istnieje taki ciąg
{\displaystyle x_{1},x_{2},x_{3},\dotsc \in A,}
że
{\displaystyle x=\lim _{n\to \infty }x_{n}}.

## Nazwa pojęcia
Nazwa pojęcia odnosi się do nazwiska francuskiego matematyka Maurice’a Frécheta, który rozważał abstrakcyjne struktury topologiczne zdefiniowane w terminach ciągów zbieżnych. W matematyce istnieją także inne znaczenia terminu przestrzeń Frécheta (dawniej określano nim przestrzenie T1; w analizie funkcjonalnej termin ten funkcjonauje w kontekście pewnej klasy przestrzeni liniowo-topologicznych).

## Własności
- Każda przestrzeń spełniająca pierwszy aksjomat przeliczalności jest przestrzenią Frécheta[1].
- Podprzestrzeń przestrzeni Frécheta jest przestrzenią Frécheta[2].
- Iloczyn kartezjański (z topologią Tichonowa) przestrzeni Frécheta nie musi być przestrzenią Frécheta[3][4].
- Każde przekształcenie ilorazowe {\displaystyle f\colon X\to Y} na przestrzeń Frécheta {\displaystyle Y,} w której każdy ciąg ma co najwyżej jedną granicę (a więc w szczególności na T2-przestrzeń Frécheta), jest dziedzicznie ilorazowe[5].